# Quibuie (província)
Quibuie (em inglês: Kibuye) era uma intara (província) do centro-norte de Ruanda, com sede em Quibungo. Possuía 1 748 quilômetros quadrados de área e segundo censo de 2002, havia 469 016 habitantes. Foi abolida em 2006 com a reformulação territorial do país. Dividia-se em vários distritos:
| Distrito | Nome nativo | População (2002) | Área (km2) |
| -------- | ----------- | ---------------- | ---------- |
| Buda     | Budaha      | 85 420           | 263        |
| Gissunzu | Gisunzu     | 77 089           | 203        |
| Itabire  | Itabire     | 78 086           | 283        |
| Quibuie  | Kibuye      | 46 500           | 103        |
| Russenhi | Rusenyi     | 105 826          | 292        |
| Rutsiro  | Rutsiro     | 74 824           | 226        |